# Старява (Самбірський район)
Старя́ва — село в Україні, у Хирівській міській громаді Самбірського району Львівської області. Населення становить близько 1403 осіб. До 2020 орган місцевого самоврядування — Хирівська міська рада.

## Географія
Село розташоване за 100 км від обласного центру та 21 км від Старого Самбора.
Територія населеного пункту — 442,5 га (під забудову та присадибні ділянки — 117,9 га, орна земля — 287,92 га, пасовища — 12,2 га, водойми — 10,8 га, громадські ліси — 200 га).
Відстань до пожежної частини — 23 км, до найближчої лікарні в Хирові — 7 км.

## Історія
Чорна дата загарбання села поляками — 23 листопада 1374. Того дня Володислав Опольський віддав Старяву, Добромиль, Смільницю, Сушицю, Хирів, Городовичі, Чаплі, Сусідовичі) своїм посіпакам братам Гербурту і Фрідріху Павезам. До 1772 року село перебувало в складі Перемишльської землі Руського воєводства. У 1500 році в селі вже задокументована існуюча церква. В цьому ж році перемишльський староста вирішив суперечку між війтами Артимом і Заньком й селянами та ченцем Савою. Селяни мали повернути ченцеві забране збіжжя під загрозою грошового штрафу. За твердженням місцевих жителів, монастир був побудований на горі, на цьому місці нині височить пам'ятний хрест

Краєвид на церкву в Старяві (1928)

У 1772—1918 роках село перебувало в складі Австро-Угорської монархії, провінція Королівство Галичини та Володимирії. У 1872 році через село прокладена залізниця та відкрита станція Стар'ява Першої угорсько-галицької залізниці. У 1880 році в селі налічувалось 132 подвір'їв та 758 мешканців (685 греко-католиків, 30 римо-католиків, 43 юдеїв).
1865 року в селі побудована церква Преподобного М. Параскеви, яка була парафіяльною церквою Устрицького деканату Перемишльської єпархії УГКЦ.
У 1876—1939 роках село перебувало в складі Добромильського повіту, у 1934—1939 роках — входило до ґміни Кросьцєнко. У 1939 році в селі проживало 1710 мешканців, з них 1350 українців, 250 поляків (переважно приїжджі працівники лісової промисловості), 100 євреїв та 10 німців.
З 1940 року село перебувало в складі Хирівського району Дрогобицької області УРСР, з 1953 року — в складі Львівської області.
З 24 серпня 1991 року  у складі незалежної України.
12 червня 2020 року, відповідно до розпорядження Кабінету Міністрів України № 718-р «Про визначення адміністративних центрів та затвердження територій територіальних громад Львівської області», Хирівська міська рада об'єднана з Хирівською міською ою громадою.
19 липня 2020 року, в результаті адміністративно-територіальної реформи та ліквідації Старосамбірського району, село увійшло до складу новоутвореного Самбірського району.

## Населення

### Мова
Розподіл населення за рідною мовою за даними перепису 2001 року:
| Мова       | Кількість | Відсоток |
| ---------- | --------- | -------- |
| українська | 1400      | 99.79%   |
| польська   | 2         | 0.14%    |
| російська  | 1         | 0.07%    |
| Усього     | 1403      | 100%     |

## Інфраструктура
- Середня школа на 300 місць.
- Народний дім на 120 місць.
- Бібліотека.
- Амбулаторія.
- Стадіон та спортивний майданчик.
- Відділення поштового зв'язку.
- Телефонна станція (нс 102 абоненти).
- 13 крамниць.

## Транспорт
З 20 травня 2024 року відновлено залізничне сполучення від станції Стар'ява до Самбора.

## Релігія
Церква Петра і Павла УГКЦ, побудована 2007 року. Церква преподобної Параскеви Сербської ПЦУ, побудована 1923 року (храмове свято — 27 жовтня).